# Gesellschaft für Salzburger Landeskunde
Die Gesellschaft für Salzburger Landeskunde befasst sich mit der Geschichte des Landes Salzburg und der Landeshauptstadt Salzburg und gibt seit 1861 jährlich die Mitteilungen der Gesellschaft für Salzburger Landeskunde heraus. 

## Geschichte
Die Gesellschaft wurde am 24. September 1860 von Franz Valentin Zillner und acht weiteren Salzburger Bürgern gegründet. Als Initiator dieser Vereinigung trat der Salzburger Arzt und Gemeinderat Franz Valentin Zillner (1816–1896) hervor. Die ersten Versammlungen, deren Teilnehmer sich aus dem Freundeskreis Zillners rekrutierten, fanden bereits seit 1856 im damaligen Gasthaus Raith in der Milchgasse statt. Alle Gründungsmitglieder waren honorige Bürger der Stadt Salzburg, darunter Karl Aberle, Johann Biatzowsky, der Maler Georg Pezolt, der Geschichtsforscher Georg Abdon Pichler, der Arzt Anton Eleutherius Sauter, Stadtphysikus Cornel Schwarz, Anton von Schallhammer und Bezirksarzt Franz Storch. In der konstituierenden Sitzung vom 30. September 1860 wurde Bürgermeister Heinrich Ritter von Mertens zum ersten Vorstand gewählt.
In den Jahren von 1902 bis 1910 redigierte der Historiker Hans Widmann die Mitteilungen und wurde anschließend zum Ehrenmitglied der Gesellschaft ernannt.
1938 wurde Richard Schlegel, seit 1932 NSDAP-Mitglied und ab 1. Mai 1938 Landesplaner beim Reichsstatthalter, zum kommissarischen Leiter des Vereins bestimmt. 1939 wurde in die Statuten ein Arierparagraph aufgenommen, der den Erwerb der Mitgliedschaft auf Personen deutschen oder artverwandten Blutes beschränkte. (Sinngemäß wurde der Verlust einer bestehenden Mitgliedschaft in der neuen Satzung jedoch nicht stipuliert.) Allfällige Satzungsänderungen wurden an die Zustimmung des zuständigen Hoheitsträgers der NSDAP gebunden.

## Aufgaben und Zweck
Laut Satzung setzt sich die Gesellschaft für die Beförderung der Kunde vom Lande Salzburg und seinen Bewohnern mit Rücksicht auf Gegenwart und Vergangenheit ein. Seit 1861 erscheinen die Mitteilungen der Gesellschaft (bisher 156 Bände). Veranstaltet werden Vorträge, Führungen und Exkursionen aus den Gebieten von Geschichte, Kunst- und Musikgeschichte, Volkskunde, Naturwissenschaft usw.
Die Zahl der Mitglieder beträgt aktuell etwa 1600. Als Präsident fungiert seit 2015 Thomas Mitterecker; sein Stellvertreter ist Oskar Dohle.

## Präsidenten
Vereinsvorsitzende:
- 1860–1861: Heinrich Ritter von Mertens
- 1861–1864: Franz Valentin Zillner
- 1864–1874: Anton Sauter
- 1874–1884: August Prinzinger d. Ä.
- 1884–1887: Adolf Maximilian Ritter von Steinhauser
- 1887–1889: Franz Schweinbach
- 1889–1916: Eberhard Fugger
- 1918–1918: August Prinzinger der Jüngere
- 1919–1920: Eugen Pillwein
- 1921–1938 und 1945–1950: Franz Martin
- 1938–1944: Richard Schlegel
- 1945: Karl Fiala
- 1951–1972: Herbert Klein
- 1973–1981: Hans Wagner
- 1982–1994: Kurt Conrad
- 1994–1996: Friederike Zaisberger
- 1996–2015: Reinhard R. Heinisch
- 2015– Thomas Mitterecker